# Пизано
Пизано (итал. Pisano) је насеље у Италији у округу Новара, региону Пијемонт.
Према процени из 2011. у насељу је живело 700 становника. Насеље се налази на надморској висини од 400 м.

## Становништво
Према резултатима пописа становништва 2011. у општини је живело 770 становника.
| 1931. | 1936. | 1951. | 1961. | 1971. | 1981. | 1991. | 2001. | 2011. |
| ----- | ----- | ----- | ----- | ----- | ----- | ----- | ----- | ----- |
| 603   | 519   | 503   | 508   | 514   | 550   | 595   | 770   | 770   |